# Sunny Isles Beach
Sunny Isles Beach är en stad (city) i Miami-Dade County, i delstaten Florida, USA. Enligt United States Census Bureau har staden en folkmängd på 21 327 invånare (2011) och en landarea på 2,6 km².